# Газпромнефть — смазочные материалы
«Газпромне́фть — сма́зочные материа́лы» («Газпромнефть-СМ») — дочернее предприятие ПАО «Газпром нефть», специализирующееся на производстве и реализации масел, смазок и технических жидкостей. Образовано в ноябре 2007 года.
Компания производит продукцию на 6 заводах в России, Италии и Сербии. Ежегодный суммарный объём производства составляет 600 тысяч тонн. Ассортимент продукции включает около 600 наименований масел и смазок для всех секторов рынка. По данным на сентябрь 2018 года, «Газпромнефть-СМ» занимает 21 % рынка фасованных смазочных материалов в России, работает на постсоветском пространстве, в Европе, Центральной и Юго-Восточной Азии, Африке, Южной Америке — всего в 75 странах мира.
С 2016 года компания входит в техническую ассоциацию европейских производителей масел ATIEL (Association Technique de l’Industrie Européenne des Lubrifiants).

## История
Компания «Газпромнефть — смазочные материалы» была создана 26 ноября 2007 года с целью повышения эффективности работы компании «Газпром нефть».
В 2008 году состоялась покупка завода Chevron по производству смазочных материалов в городе Бари на юге Италии и открытие представительства компании в Риме. В том же году было открыто представительство в Беларуси.
В 2010 году на заводе в Бари налажен выпуск моторных масел под брендом G-Energy и начато строительство комплекса по смешению, затариванию и фасовке масел в Омске.
В 2011 году открыт филиал компании в Санкт-Петербурге и представительство в Казахстане. В том же году приобретён завод по производству смазочных материалов в подмосковном городе Фрязино.
В 2012 году открыта первая очередь комплекса по смешению и фасовке в Омске. В следующем году на рынок поступила вторая «линейка» масел компании под брендом Gazpromneft.
В 2014 году состоялось открытие второй очереди комплекса по смешению в Омске и была введена в эксплуатацию автоматическая станция смешения масел. К этому времени компания выпускала около 350 наименований продукции, при возможности хранения 10 тысяч тонн упакованных масел. Среднее время приготовления одной партии было уменьшено до 4 часов.
В 2015 году компания стала участником программы импортозамещения.

## Производство
«Газпромнефть — смазочные материалы» выпускает продукцию на заводах как в России, так и за её пределами. 

### Производственные мощности в России
По состоянию на конец 2018 года в России расположены 4 производственные площадки компании «Газпромнефть — СМ»: в Омске, подмосковном Фрязине, Ярославле и Нижнем Новгороде.

#### Омский завод смазочных материалов

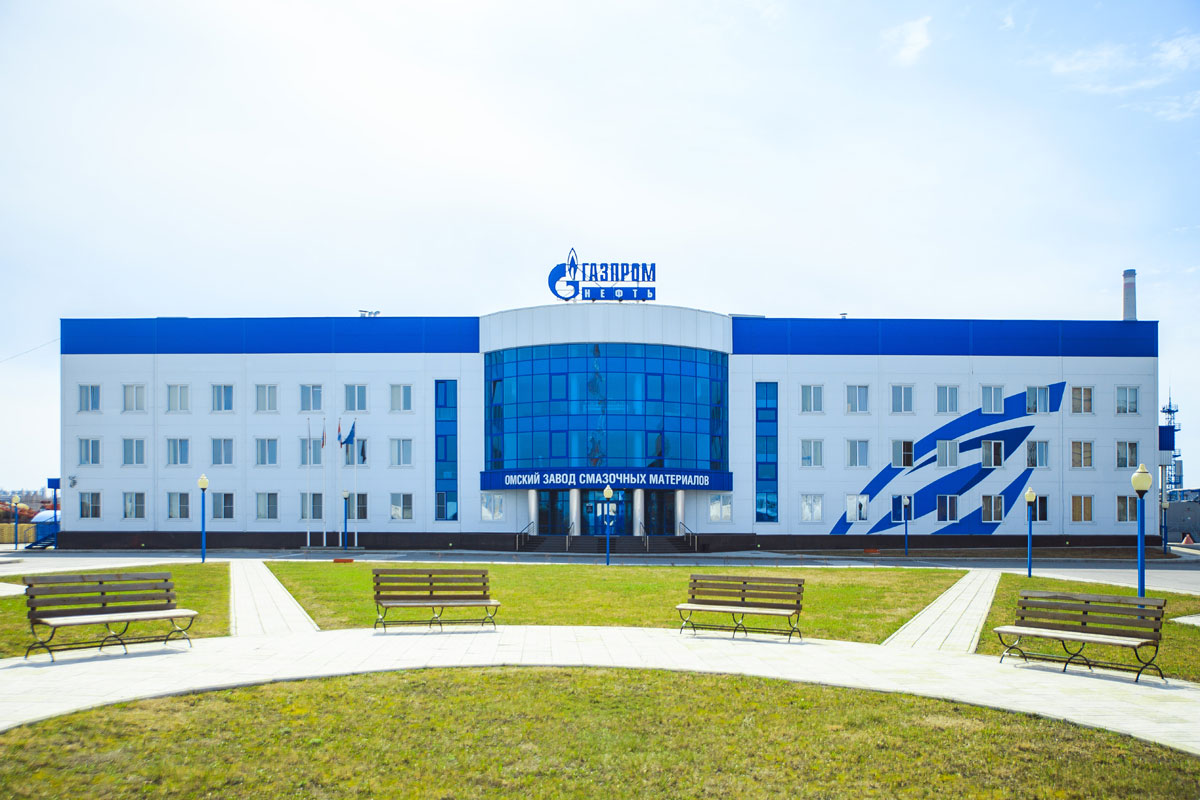
Омский завод смазочных материалов

Омский завод смазочных материалов (ОЗСМ) — главный актив компании «Газпромнефть — смазочные материалы». Расположен на территории комплекса Омского нефтеперерабатывающего завода, запущенного в 1955 году и вошедшего в состав Сибирской нефтяной компании («Сибнефть», ныне — «Газпром нефть») в 1995 году.
Комплекс ОЗСМ запускался в два этапа. В 2012 году были ведены в эксплуатацию объекты первой очереди, предназначенные для производства тары и фасовки, склад сырья и готовой продукции, а также резервуарный парк. В ходе второго этапа в 2014 году был открыт комплекс по смешению, затариванию и фасовке масел. Затраты на строительство предприятия составили около 3,4 миллиарда рублей. ОЗСМ обеспечивает затаривание более 350 наименований продукции и одновременное хранение 10 тысяч тонн упакованных масел. Время приготовления одной партии продукции составляет 4 часа.
На предприятии функционирует интегрированная система менеджмента, сертифицированная по международным стандартам ISO 9001 — менеджмент качества, IATF 16949 — менеджмент качества для производств автомобильной промышленности и организаций, производящих сервисные части, ISO 14001 — экологический менеджмент, OHSAS 18001 — менеджмент охраны труда и безопасности на производстве. В 2017 году внедрена и сертифицирована система энергетического менеджмента по международному стандарту ISO 50001.

#### Московский завод смазочных материалов (МЗСМ) в городе Фрязино

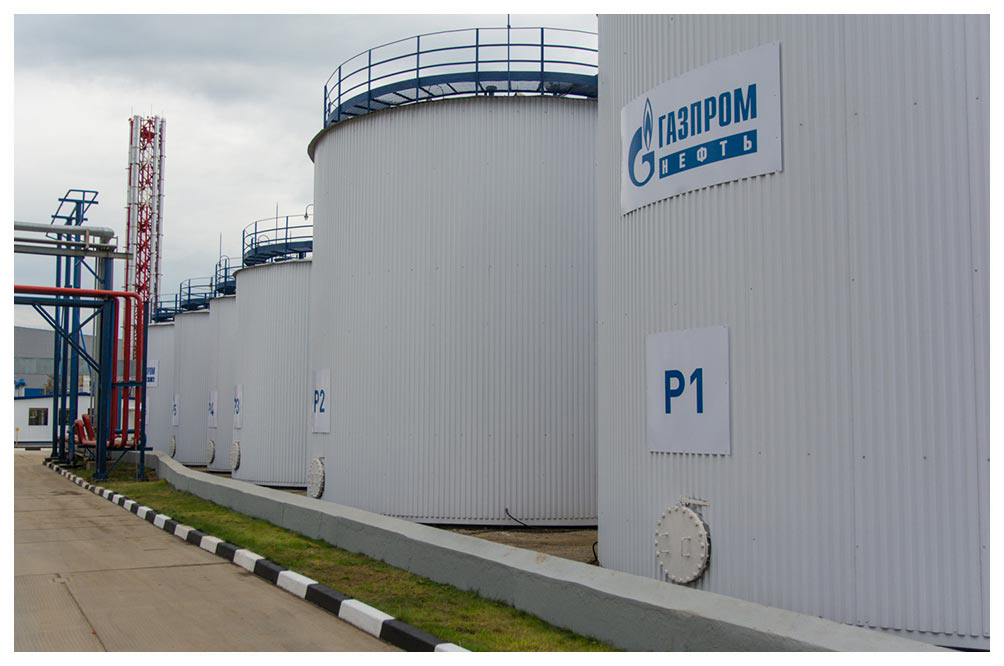
Московский завод смазочных материалов

Московский завод смазочных материалов (АО «Газпромнефть МЗСМ») — дочернее общество ООО «Газпромнефть-СМ», специализирующееся на производстве высокотехнологичных моторных, судовых, гидравлических, индустриальных и трансмиссионных масел, а также универсальных тракторных масел и отдельных продуктовых «линеек» для автопроизводителей.
Завод по производству моторных и трансмиссионных масел НК «Селект» был построен в наукограде Фрязино в 2003 году на территории бывшего военного городка, располагавшегося в промышленной зоне города. Завод был выкуплен и вошёл в группу компаний «Газпром нефть» в ноябре 2011 года. Предварительно «Газпромнефть-СМ» в течение двух лет работала на мощностях завода по схеме аутсорсинга. За это время компания наладила на заводе производство своей продукции и реализовала совместный проект с Nippon Oil, начав в 2009 году выпуск индустриальных масел под брендами Nippon и «Газпром нефть».
В состав завода входят технологический цех по высокоточному смешению, цех фасовки масел, резервуарный парк, сливо-наливные авто- и железнодорожные эстакады с насосными установками, складское хозяйство, котельная, очистные сооружения, а также административно-лабораторный корпус. Предприятие выпускает свыше 200 наименований товарной продукции и более 500 SKU фасованной продукции. Мощность производства МЗСМ составляет 70 тысяч тонн в год по смешению и 120 тысяч тонн в год по фасовке.
Завод эксплуатирует три опасных производственных объекта III класса опасности на основании лицензии, выданной Федеральной службой по экологическому, технологическому и атомному надзору.
На предприятии сертифицированы следующие системы менеджмента:
- Система менеджмента качества ISO 9001:2015;
- Система экологического менеджмента ISO 14001:2015;
- Система менеджмента профессионального здоровья и безопасности OHSAS 18001:2007[11].
- Система энергетического менеджмента ISO 50001:2011;

Завод прошёл аудиты BP, Shell, Chevron, Nippon Oil, «Росморпорта».

#### Ярославнефтеоргсинтез (ЯНОС)
Нефтеперерабатывающий завод в Ярославле «Ярославнефтеоргсинтез» (ЯНОС) входит в НГК «Славнефть» — совместное предприятие «Газпром нефти» и Роснефти».
Предприятие ведёт свою историю от Новоярославского нефтеперерабатывающего завода, запущенного в эксплуатацию в 1961 году. В 1976 году было создано производственное объединение «Ярославнефтеоргсинтез», в которое вошли Новоярославский НПЗ — головное предприятие, а также Ярославский нефтеперерабатывающий завод им. Д. И. Менделеева. В 1984 году вступил в строй комплекс по производству масел и парафинов КМ-2.
В 1993 году предприятие было акционировано (создано АООТ «Ярославнефтеоргсинтез»), в 1995 году контрольный пакет акций был передан в управление государственной вертикально-интегрированной нефтегазовой компании «Славнефть». В 1997-2011 годах предприятие прошло реконструкцию и модернизацию.
В 2015 году в рамках российской программы импортозамещения на ЯНОСе было начато строительство установки для производства синтетических масел III группы. Затраты на строительство составили 5,5 миллиарда рублей. Установка была введена в эксплуатацию в июне 2017 года. Она предназначена для выпуска четырёх видов высокотехнологичных базовых масел, два из которых в России ранее не выпускались. Мощность установки — 100 тысяч тонн в год. Объект был включён в производственную цепочку предприятия — сырьё поступает с установки гидрокрекинга ЯНОСа. По оценкам специалистов «Газпромнефть-СМ», запуск объекта на ЯНОСе позволит заместить на российском рынке до 40 % импортной продукции, использующейся для производства синтетических моторных масел.

#### Завод ГК «Росполихим»
Производственная площадка в Нижнем Новгороде появилась в активе «Газпромнефти-СМ» в 2016 году. 20 апреля совет директоров «Газпром нефти» проголосовал за приобретение нефтехимических активов группы компаний «Росполихим», производителя инновационных смазочных материалов и разработчика технологий их производства. Были выкуплены компании ЗАО «Совхимтех» (производство сложных эфиров и продукции на их основе), ООО «Полиэфир» (специализированная продукция для металлургии, технологических отраслей и спецтехники) и ООО «БСВ-ХИМ» (маркетинг и реализация готовой продукции). Суммарная мощность трёх предприятий — около 5000 тонн в год. Производственная площадка сертифицирована по стандарту ISO 9001, научная лаборатория аккредитована Госстандартом России.
Приобретение активов «Росполихима» позволило «Газпромнефти-СМ» выйти на новые сегменты рынка, включив в свой ассортимент продукцию для авиации и флота, продукцию с рабочими низкотемпературными свойствами для нефте- и газотранспортной отрасли, экспандерные масла для производства труб большого диаметра, пластификаторы для химической промышленности.

### Зарубежное производство

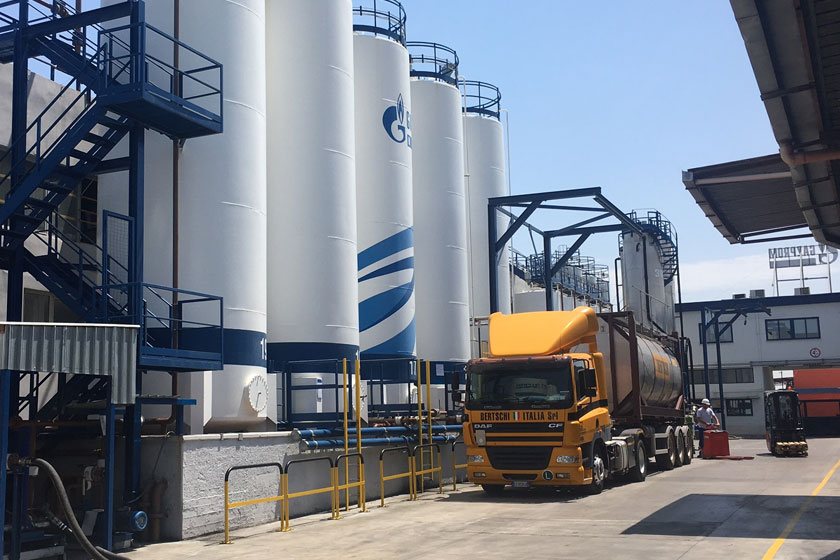
Завод Gazpromneft Lubricants Italia

По состоянию на конец 2018 года «Газпромнефть-СМ» выпускает продукцию на двух заводах вне территории России: в Италии и Сербии.

#### Gazpromneft Lubricants Italia S.p.A
В апреле 2009 года «Газпром нефть» приобрела у Chevron Global Energy завод по производству масел и смазок Chevron Italia S.p.A. на юге Италии, в городе Бари. Сумма сделки не разглашалась. Предприятие было переименовано в Gazpromneft Lubricants Italia S.p.A., управление им передано «Газпромнефть-СМ». Тогда же концерн Chevron передал «Газпром нефти» лицензию на использование технологий производства масел и смазок, а также права на бренд Техасо для итальянского рынка.
Мощность завода составляет до 30 тысяч тонн масел и 6 тысяч тонн смазочных материалов в год. На заводе выпускается продукция под брендом G-Energy, ассортимент включает более 100 наименований. Завод сертифицирован по международным стандартам ISO 9001, ISO 14001, OHSAS 18001.

#### NIS Petrol Lubricants
Комплекс производства смазочных материалов расположен на заводе NIS в городе Нови-Сад. На этом блендинговом заводе компания «Газпромнефть — смазочные материалы» на условиях процессинга осуществляет смешивание некоторых видов продукции. В частности, завод производит смазочные материалы и технические жидкости под брендами Nisotec и Gazpromneft для Сербии, других стран Балканского региона и Восточной Европы. Мощность производства на конец 2018 года составляет около 15 тысяч тонн в год. Запланировано двукратное увеличение объёмов производства и расширение географии поставок.

## Продукция
На потребительском рынке компания «Газпромнефть-СМ» проводит двубрендовую стратегию, продвигая семейство «премиальных» брендов G-Family и «массовый» бренд Gazpromneft.

### G-Energy/G-Family

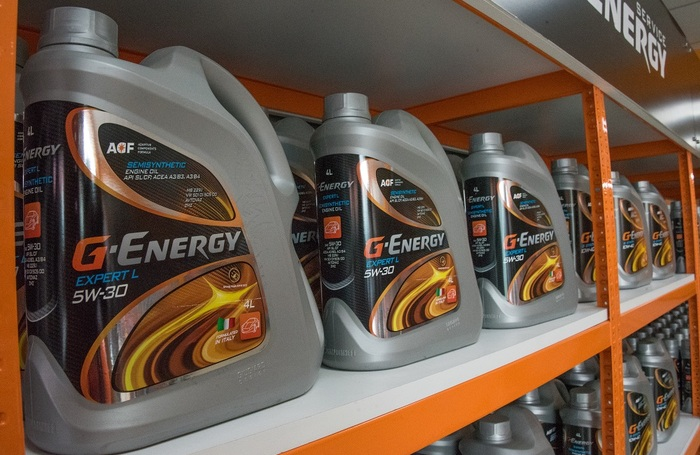
Продукция бренда на станции G-Energy Service

Продукция под брендом G-Energy производится на заводе Gazpromneft Lubricants Italia в городе Бари с 2010 года. Бренд G-Energy был выведен флагманом семейства G-Family, объединяющего несколько «линеек» моторных масел, смазок и других технических жидкостей различного назначения. Лицом рекламной кампании был известный американский киноактёр Джейсон Стейтем. Бренды семейства позиционируются производителем как «премиальные».
- G-Energy — самая обширная «линейка» продуктов, включающая синтетические и полусинтетические масла для легковых автомобилей, микроавтобусов, лёгких грузовиков европейского, американского и азиатского производства. В линейку также входят наименования промывочного масла и тормозной жидкости;
- G-Energy Synthetic — несколько наименований полностью синтетических моторных масел на основе базовых компонентов G-Base для бензиновых и дизельных двигателей;
- G-Energy Racing — масла для высокофорсированных двигателей и гоночных автомобилей;
- G-Energy Service Line — масла для применения на станциях технического обслуживания, предназначенные для автомобилей и двигателей определённых производителей (Volkswagen, Daimler, GM, Renault) и прошедшие соответствующую сертификацию;
- G-Box — жидкости для автоматических и механических трансмиссий, а также гидроусилителей рулевого управления легковых автомобилей, лёгких грузовиков и автобусов;
- G-Profi — моторные масла для грузоперевозок, спецтехники и иного коммерческого транспорта: для тяжелонагруженных дизельных двигателей, для двигателей, работающих на сжиженном углеводородном и природном газе, а также на компримированном газе, малозольные масла, масла для стационарных газопоршневых двигателей;
- G-Truck — масла для механических коробок передач и тяжелонагруженных ведущих мостов коммерческой техники, включая дифференциалы повышенного трения;
- G-Special — масла для двигателей, гидросистем и трансмиссий сельскохозяйственной и карьерной техники;
- G-Motion — синтетические и полусинтетические масла для двухтактных двигателей мобильной и садовой техники: мотоциклов, мотороллеров, мопедов, скутеров, снегоходов, бензопил, мотоблоков;
- G-Wave — полусинтетическое масло для двухтактных подвесных двигателей с водяным охлаждением: моторных лодок и гидроциклов;
- G-Energy Antifreeze — охлаждающие жидкости для двигателей внутреннего сгорания на основе этиленгликоля;
- G-Energy Grease — пластичные смазки для легкового и коммерческого транспорта, стандарт DIN 51502;
- G-Garden — цепное масло для бензопил и электропил[25].

### Gazpromneft

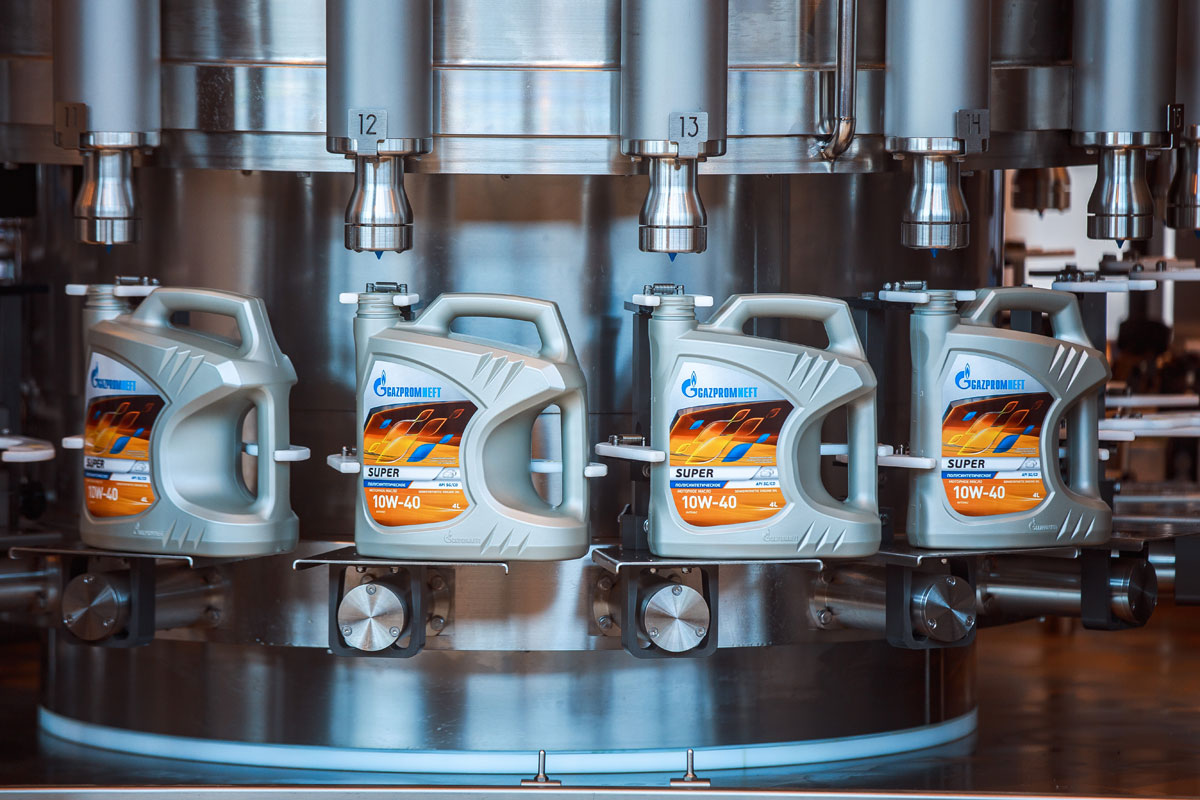
Расфасовка продукции, Омский завод смазочных материалов

Моторные масла под торговой маркой «Газпром нефть», предназначавшиеся для индустриального сектора рынка B2B, выпускались ещё до образования компании «Газпромнефть — смазочные материалы», их производство было продолжено и после её создания. Бренд моторных масел SibiMotor был выведен на массовый рынок «Сибнефтью» задолго до её приобретения «Газпромом» и достался вновь образованному производителю смазочных материалов. В течение ряда лет руководство «Газпромнефть—СМ» пыталось развивать бренд SibiMotor, однако к 2012 году было принято решение о его сворачивании, а место основного розничного бренда компании занял новый — Gazpromneft.
Ассортимент продукции для легковых и малых грузовых автомобилей под брендом Gazpromneft включает более 60 наименований. Среди них нет узкоспециализированных продуктов, выбор синтетических масел заметно ниже, чем в премиум-семействе. В то же время, в «линейке» Gazpromneft полностью представлены продукты уровня ГОСТ, которых нет в ассортименте G-Family. Основные группы масел:
- Gazpromneft Premium — синтетические, полусинтетические и минеральные, для бензиновых и дизельных двигателей легковой и лёгкой грузовой техники, работающей в различных условиях эксплуатации, с небольшим пробегом;
- Gazpromneft Super — полусинтетические и минеральные, для аналогичной техники с пробегом;
- Gazpromneft Standard — минеральные, для карбюраторных бензиновых и безнаддувных дизельных двигателей легковой техники с большим пробегом;
- Gazpromneft Motor Oil — минеральные, для бензиновых и дизельных двигателей, работающей в условиях жаркого климата[26];

Также под брендом Gazpromneft компания производит десятки наименований масел и смазок для коммерческого транспорта, спецтехники, различных отраслей промышленности, гидравлических и индустриальных масел, охлаждающих жидкостей и теплоносителей.

### Судовые масла
В марте 2012 года компания подписала лицензионное соглашение с американской корпорацией Chevron на производство в России судовых масел под брендом Texaco. Масла производятся на заводах в Омске и Фрязино с использованием собственных базовых масел и предназначаются для обслуживания иностранных судов в российских портах. Аналогично, Chevron обслуживает российские суда в иностранных портах, поставляя им масла производства «Газпромнефть-СМ». Американская компания испытала базовые масла «Газпромнефть-СМ» и проводит лицензионный надзор производства и качества масел, выпускаемых в России под брендом Texaco. К концу 2016 года доля масел Texaco производства «Газпромнефть-СМ» достигла 30 % от объёма всех масел зарубежных брендов, поставляемых в российские порты.
В ноябре 2017 года компания объявила о начале выпуска 15 наименований судовых масел под собственным брендом Gazpromneft Ocean для всех типов судов, включая арктические ледоколы. Масла выпускаются на Омском и Московском заводах смазочных материалов, компания получила сертификаты соответствия от производителей судовых двигателей MAN и Wärtsilä, двигатели которых обеспечивают до 90 % рынка морских перевозок.

## Поддержка автоспорта

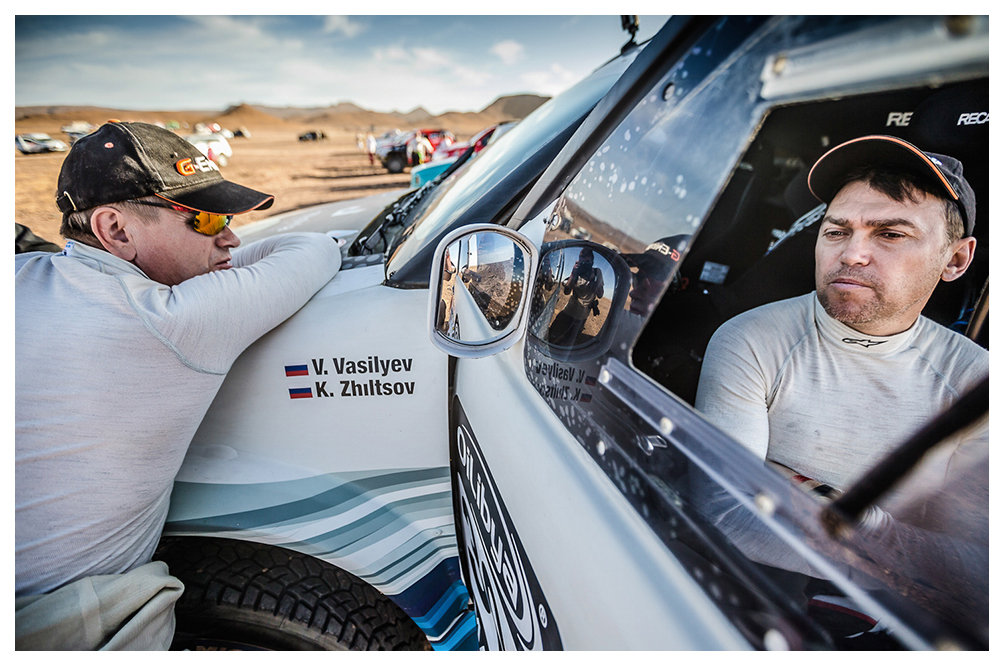
G-Energy Team: Владимир Васильев (слева) и Константин Жильцов, 2015

Поддержка автоспорта составляет важную составляющую маркетинга компании, среди брендов семейства G-Family которой есть, в частности, масла группы G-Energy Racing для гоночных автомобилей.
Впервые «Газпромнефть — СМ» обратилась к автоспорту в 2012 году, став спонсором российского экипажа Team RFR в Формуле Renault. Дальнейшее сотрудничество с этой автогоночной серией не сложилось, и с 2013 года компания сосредоточилась на ралли-рейдах.

C точки зрения различных условий эксплуатации, ралли-рейды для тестирования масла — номер один. В рейдах мы попробовали все: поддерживали три года и целый чемпионат (России), и отдельные команды.
— Роман Зимовец, заместитель генерального директора по маркетингу и стратегическому развитию
«Газпромнефть-СМ» оказывает постоянную поддержку двум гоночным командам: российской G-Energy Team и белорусской МАЗ-СПОРТавто.

### G-Energy Team
В команду G-Energy Team входят пилот Владимир Васильев и штурман Константин Жильцов. Команда имеет ряд значительных достижений:
- В 2014 году Васильев и Жильцов на автомобиле Mini All4 Racing выиграли Чемпионат России по ралли-рейдам и Кубок мира по ралли-рейдам[англ.][18];
- В 2014 и 2015 годах команда одержала победы в Abu Dhabi Desert Challenge[англ.][32];
- В 2015 году G-Energy Team завоевала «серебро» Кубка мира по ралли-рейдам, сменив в середине сезона автомобиль на «доведённый» Toyota Hilux и команду поддержки;
- В 2016 году финишировала третьей в гонке «Шёлковый путь», приняла участие в Дакаре[англ.] и показала восьмой результат[33];
- В 2017 году экипаж на автомобиле Mini All4Racing выиграл гонку Africa Eco Race[34].

и ряд других достижений.

### МАЗ-СПОРТавто
Белорусская команда МАЗ-СПОРТавто была образована в 2010 году, выступает при поддержке «Газпромнефть-СМ» с 2013 года. Высшее достижение — «серебро» в гонке «Дакар-2018» по классу грузовиков в составе экипажа: Сергей Вязович (пилот), Павел Гаранин (штурман), Андрей Жигулин (механик).

## G-Energy Service

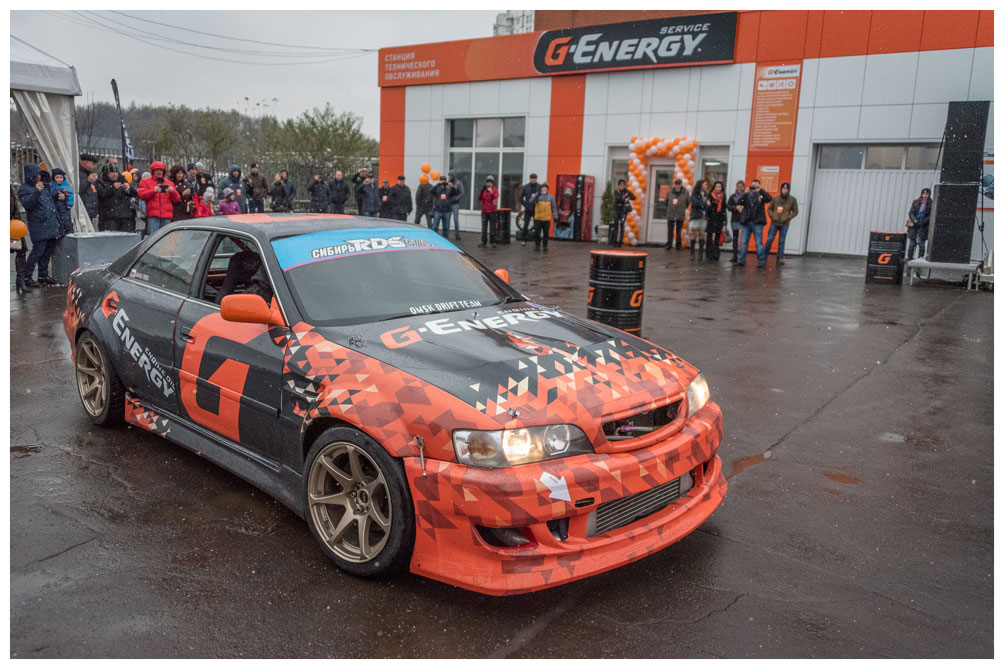
Открытие авторизованной станции технического обслуживания в Москве, 2016

G-Energy Service — международный проект компании «Газпромнефть-СМ» по развитию сети независимых партнёрских станций технического обслуживания (СТО) легковых автомобилей. СТО проекта проводят сервисное обслуживание гарантийных и постгарантийных автомобилей, в соответствии с регламентами заводов-изготовителей. Новые станции открываются по партнёрской программе.
Партнёры получают от «Газпромнефть — СМ» средства на покупку оборудования и обучение персонала и, со своей стороны, обязуется работать под брендом G-Energy Service, включая определённое оформление станции и использование только продуктов производства «Газпромнефть-СМ». Также персонал СТО предлагает клиентам перейти на продукцию G-Energy, в обмен на скидки и бонусы при обслуживании.
На конец 2018 года действуют более 70 СТО G-Energy Service в России и около 40 станций в 12 других странах, включая Беларусь, Казахстан, Грузию, Армению, Италию, Грецию, Болгарию и другие.
Для грузовых и коммерческих автомобилей существует проект аналогичной сети СТО — G-Profi Service.

## Награды

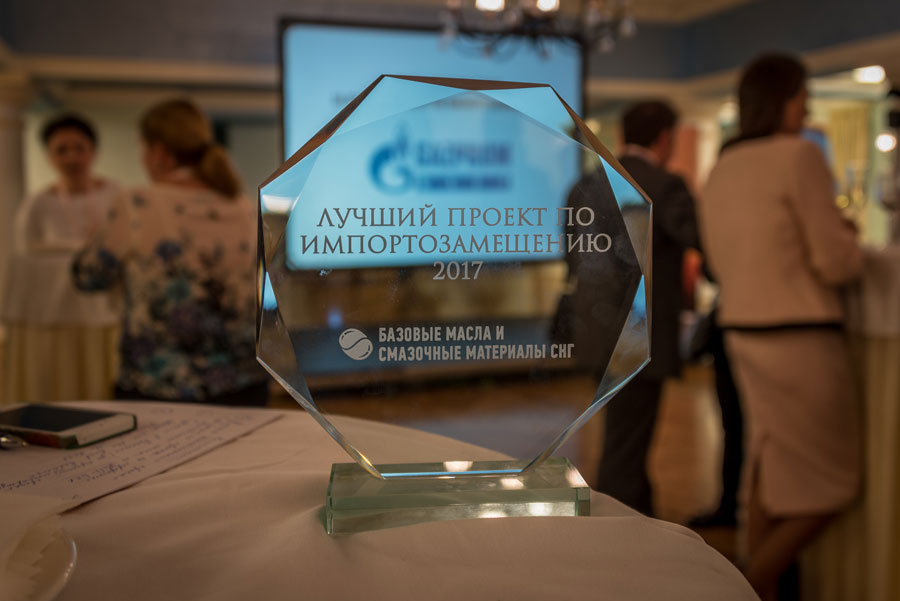
Премия «Производство базовых масел и смазочных материалов в России и СНГ», 2017

- Премия «Производство базовых масел и смазочных материалов в России и СНГ» 
2017 — в номинации «Сделано в России» (за лучший проект по импортозамещению)[7].
- Effie Awards Russia[нем.]
2018 — бронзовая награда в номинации «Транспорт и логистика» за кросс-медийную рекламную кампанию «Нарычи на билеты в Comedy Club», проведённую совместно с телепроектом Comedy Club и телеканалами ТНТ и ТНТ4[39][40].
2017 — финалист в номинации «Транспорт и логистика» за рекламную кампанию моторных масел G-Energy «Звукоимитатор. Адаптация к любой ситуации» с участием звукоимитатора Даниэля Джованова (Daniel Jovanov)[41][42].
2013 — серебряная награда в номинации «Авто-мото» за бренд моторных масел G-Energy[43].
- Премия Российской Автомобильной Федерации (РАФ)
2015 — компания «Газпромнефть — смазочные материалы», при поддержке которой проходит Чемпионат России по ралли-рейдам, получила премию в номинации «за развитие автоспорта»[44].
2015 — G-Energy Team стала лауреатом премии в номинации «Достижение года». Награду получили Владимир Васильев и Константин Жильцов — пилот и штурман экипажа, одержавшего в 2014 году победу в Чемпионате России и ставшего обладателем Кубка мира по ралли-рейдам[44].

## Экология и социальная ответственность
По словам руководства компании, «Газпромнефть-СМ» уделяет много внимания экологическим аспектам своей деятельности, стремясь минимизировать вредное воздействие производства на природу. Экологический мониторинг деятельности завода Gazpromneft Lubricants Italia в Бари проводится, среди прочего, на основе наблюдений за состоянием оливковой рощи, орошаемой очищенными сточными водами предприятия.
«Газпромнефть-СМ» принимает участие в комплексной программе социальных инвестиций «Газпром нефти» «Родные города». Программа объединяет серию проектов, направленных на повышение качества жизни в городах присутствия компании, расширение доступа их жителей к качественной городской среде, образованию, культуре, спорту.